# NGC 5110
NGC 5110 (również NGC 5111 lub PGC 46737) – galaktyka eliptyczna (E-S0), znajdująca się w gwiazdozbiorze Panny.
Odkrył ją William Herschel 11 maja 1784 roku. 3 czerwca 1886 roku obserwował ją Lewis A. Swift, lecz niezbyt dokładnie określił jej pozycję i uznał, że odkrył nowy obiekt. Pomyłki tej nie wyłapał John Dreyer zestawiając swój New General Catalogue i skatalogował galaktykę dwukrotnie – obserwację Herschela jako NGC 5111, a Swifta jako NGC 5110.